# Cortodera analis
Cortodera analis là một loài bọ cánh cứng trong họ Cerambycidae.